# 亞馬遜河國家公園
亞馬遜河國家公園（葡萄牙語：Parque Nacional da Amazônia），是巴西的國家公園，位於該國北部帕拉州，成立於1974年，佔地107.1萬公頃，處於塔帕若斯河流域，覆蓋伊泰圖巴和特賴朗。